# جمال محمد بيندي
جمال محمد بيندي (26 أبريل 1983 طرابلس ليبيا - ) هو لاعب كرة قدم ليبي يلعب كلاعب وسط، شارك في كأس الأمم الأفريقية لكرة القدم 2012.

## روابط خارجية
- جمال محمد بيندي على موقع قاعدة بيانات كرة القدم.إي يو (الإنجليزية)
- جمال محمد بيندي على موقع قاعدة بيانات كرة القدم.إي يو (الإنجليزية)
- جمال محمد بيندي على موقع ناشيونال فوتبول تيمز (الإنجليزية)
- جمال محمد بيندي على موقع Soccerway.com (الإنجليزية)
- جمال محمد بيندي على موقع عالم كرة القدم.نت (الإنجليزية)
- جمال محمد بيندي على موقع AS.com (الإسبانية)